# La partida (película)
La Partida es una película de coproducción cubano/española de 2013, dirigida por Antonio Hens. Protagonizada por Reinier Diaz, Milton García, Toni Cantó, Mirta Ibarra y Luis Alberto García en los papeles principales.

## Argumento
Reinier vive con su novia y su hijo en la casa de la abuela de esta. Por las noches, Reinier alquila su cuerpo a turistas extranjeros, entre ellos, Juan. Por el día hace lo único que le interesa en la vida: jugar al fútbol. También apuesta su dinero buscando un golpe de suerte que le cambie la vida a mejor. Yosvani es su compañero en los partidos de fútbol. Él se emparejó con una chica mayor que él, lo cual le permitió vivir en La Habana. Viven con el padre de ella, Silvano, que es prestamista y también vende ropa de contrabando a chicos como Reinier. En este entorno hostil, y en secreto, Reinier y Yosvani comenzarán una historia de amor, por la que tendrán que luchar contra viento y marea.
La partida cuenta con buenas actuaciones bajo la dirección de Vanessa Portieles, y el entrenador de actores Yeandro Tamayo, cuyo film tuvo la virtud de abordar esos temas complejos y difíciles con valentía y disposición ante un público de diferentes edades y que no comparten las mismas ideas.

## Reparto
- Reinier Díaz ... Reinier
- Milton García ... Yosvani
- Toni Cantó ... Juan
- Mirta Ibarra ... Teresa
- Luis Alberto García ... Silvano
- Jenifer Rodríguez ...Lludimila
- Beatriz Méndez ... Gema
- Saray Vargas ... Magela
- Carlos Enrique Almirante ... Rubén
- Blanca Rosa Blanco ... Migdalia
- Jose Luis Midalgo ... Betancourt
- Sergio Buitrago ... Ibarra
- Ernesto del Cañal ... Rodney
- Antonio Alonso Ramírez ... Travesti Malecón
- Alain Ortiz ... Prestamista